# Кострома (фільм)
«Кострома» («Повернення блудної дочки або анатомія одруження») — російський художній фільм 2002 року.

## Зміст
Відрізала дівка собі косу та пішла, у світ поза очі — нареченого шукати. До неї приєднується дивний старигань, одягнений у прозорий дощовик. На плечі діда коса з трьома лезами. Наполегливо він тягне дівицю «у церкву» — когось хрестити, і хресним повинен бути «перший зустрічний». «Не можна мені в церкву, — заперечує дівчина. — Там батюшка молоденький, смішний. Я над ним сміятися буду». Так іде вона за старим повз квітучий луг, уздовж швидкої, холодної річки. Плете дорогою вінок, прикрашаючи його виловленим з води кольоровим страусячим пір'ям. Багато подій відбудеться у дорозі — одна незрозуміліша за іншу, а потім буде весілля і дівиці у пишних сарафанах із піснями понесуть на плечах перевиті стрічками гірлянди з сіна, попливуть річкою червоні струги, і на передньому — дівка з нареченим.